# Kostel svatého Jana Křtitele (Dolní Kralovice)
Kostel svatého Jana Křtitele stál v zaniklé obci Dolní Kralovice v okrese Benešov. Náležel pod římskokatolickou farnost Keblov a byl kulturní památkou České republiky do roku 1965. V roce 1975 byl zbořen v důsledku výstavby vodního díla Švihov.

## Historie
Farní kostel byl založen na konci 13. století v pozdně románském slohu. Pravděpodobně zde stál už i dřevěný kostel v roce 1187. První písemná zmínka o kostele je z roku 1352. V polovině 14. století byl přestavěn v gotickém slohu, k nové gotické lodi (z roku 1330) na místě románské apsidy bylo v polovině 14. století postaveno kněžiště. Na severní straně byla postavena sakristie, která ve středověku sloužila jako boční kaple a později byla zvýšena o oratoř. V 18. století byl kostel vybaven novým mobiliářem, například v roce 1743 byly pořízeny nové varhany, v roce 1744 nový umíráček, v roce 1758 nové lavice, v roce 1759 opraven hlavní oltář a pořízena nová kazatelna. V roce 1873 byla věž poškozena bleskem a provizorně zakrytá nízkou stanovou střechou. V roce 1894 byly provedeny historizující úpravy. V roce 1927 proběhly další stavební úpravy a poslední v roce 1950.
V roce 1965 obdržela obec oznámení o zapsání kostela do státního seznamu kulturních památek, dva roky po rozhodnutí o výstavbě vodní nádrže Švihov. O deset let později v roce 1975 bylo upuštěno od památkové ochrany. Bourání obce začalo roku 1968 a v roce 1972 začalo pozvolné napouštění přehrady. V letech 1971–1972 byla zbourána většina budov obce. Poslední demolice v roce 1975 se týkala nádraží a kostela svatého Jana Křtitele.
Ze zničeného kostela byly dva novogotické boční oltáře byly předány do kostela Nanebevzetí Panny Marie v Číhošti, barokní hlavní oltář s obrazem svatého Jana Křtitele a kazatelna je v kostele svatého Bartoloměje v Kondraci, gotická soška Madony byla přenesena do kostela Narození Panny Marie v Křivsoudově, zvon z roku 1551 byl přenesen do kostela Nanebevzetí Panny Marie v Keblově.
Fresky ze 14. století byly objeveny pod vrstvami malby během přípravy k demolici. Vzhledem k nedostatku času byly zafixovány, sejmuty ze zdi a uloženy do depozitu národního památkového ústavu. V polovině devadesátých let byly restaurovány studenty ze Školy restaurování a konzervačních technik v Litomyšli. Restaurování trvalo dva roky. Od roku 2016 jsou fresky vystavovány ve Vodním domě.
Vybrané stavební prvky byly demontovány před zbořením. V roce 1975 byly architektonické články kleneb lodi a sakristie, západní portál lodi a gotické krovy lodi a kněžiště přeneseny do Muzea lidových staveb v Kouřimi se záměrem k jeho znovupostavení. Z ideologických důvodů, z obavy tehdejšího režimu, že by se nový kostel stal poutním místem věřících, k tomu nedošlo.

## Popis

### Exteriér
Kostel byl jednolodní orientovaná zděná stavba s věží v západním průčelí a pětibokým závěrem s odstupňovanými opěráky a krytý sedlovou střechou. Do kněžiště bylo prolomeno pět okenních otvorů. Okna byla vysoká bez kružeb s profilovanou podokenní římsou. K severní straně kněžiště byla přistavěna sakristie s oratoří v patře. Vstup na oratoř vedl samostatným šnekovým schodištěm. Z jižní strany vedl do kněžiště pravoúhlý barokní vchod s kamenným ostěním. V hladkých stěnách lodi byly prolomeny po dva okenní otvory v jižní i severní stěně. Okna byla novogotická.
Do západního průčelí byla vestavěna zděná hranolová věž v rozích podepřena opěráky z tesaných kvádrů. Původně byla jednopatrová s přesahujícím bedněním a jehlanovou střechou. Další patro věže bylo přistavěno kolem roku 1897 a věž ukončena novogotickou jehlanovou střechou krytou břidlicí. Barokně upravená věž byla dělena patrovou římsou. V přízemí a patře byla úzká okénka a ve druhém vysoká s hrotitým záklenkem. K jižní straně věže byl přistaven schodišťový přístavek. Točité schodiště vedlo do patra a dále na kruchtu.

### Interiér
Do věže byl prolomen obdélný vchod. Podvěží o rozměrech 4,33 × 4,15 m bylo zaklenuto českou plackou stejně tak i v patře. Z podvěží vedl do lodi gotický ústupkový profilovaný portál široký 1,1 m a vysoký 2,37 m ve zdi silné 1,9 m. Po stranách portálu byly žulové kropenky z 18. století.
Do lodi se vcházelo pod kruchtou, která byla nesena třemi oblouky na hranolových okosených pilířích se členěnou hlavicí. Podkruchtí bylo sklenuto třemi českými plackami do pasů. Loď o rozměrech 8,33 × 12,3 m měla plochý strop a do kněžiště přecházela lomeným vítězným obloukem o rozpětí 5,54 m.
Kněžiště o rozměrech 7,5 × 9,6 m bylo stejně vysoké jako loď ale užší. Bylo zaklenuto křížovou klenbou s hruškovými žebry a hladkými svorníky. Žebra nasedaly na konzoly kuželovitého tvaru. Konzoly a klenební patky byly orámovány jednoduchým žlábkem. Z kněžiště na severní straně vedl obdélný vstup do sakristie o rozměrech 5,35 × 3,71 m, která byla zaklenuta ve dvou polích křížové žebrové klenby. Konzoly žeber byly jehlanovité, v koutech ve tvaru homolí. Orámovaní patek a konzol bylo stejné jako v kněžišti.

### Mobiliář
Hlavní oltář byl sloupový s brankami po stranách. Mezi sloupy byly řezby svaté Barbory, Mojžíše, svatého Jáchyma a svaté Anny a dva církevní otcové. Uprostřed byl obraz Obřezání Páně. Na sloupech byla římsa s nástavkem, ve kterém byl Bůh otec a pod ním holubice ve svatozáří. Barokní vyřezávaná kazatelna byla zdobena na ambonu reliéfními výjevy ze Starého zákona. Varhany byly pořízeny v roce 1743 a po úderu blesku 17. června 1873 do věže byly poškozeny. Opraveny byly v roce 1877.

### Zvony
Původně zvony byly zavěšeny v podezděné zvonici s bedněným zvonovým patrem, která stála mimo kostel. ve věži byl zavěšen jen menší zvon. Až po přestavbě byly zavěšeny do zvonového patra věže.
- Zvon z roku 1551, který ulil zvonař Jiřík Klabal v Kutné Hoře. Zvon má průměr 1,32 m, vysoký 0,94 m, hlouboký 0,60 m, o hmotnosti 1450–1500 kg. V horní části je nápis v minuskuli:„1551 slyss yzdraely ga gsem pan bvoh twvg kterey sem tye wywedl zemye egipske z domv slvzebnosty nebvdess mity bohvw gynssich ale nmie“[4] Dolní nápis v humanistické kapitálce:„NEИY ZADИEHO GYИEHO GMEИA PODEWSSYM ИEBEM SKRZEИIEZBY KDO MOHL SKPASEИY PRZIGYTY KROMIE GMEИO PAИ GEZYSS GYRZIK ZWOИARZ OD HORY KVTИY AMEИ FYИIS“[pozn. 1][11] Na zvonu na západní straně jsou dva světci: svatý Petr a svatý Pavel. Mezi světci je třířádkový nápis:„YA HLAS WOLAGYCEI / H0 NA PAUSSTY ZP / RAWTE CZESTY P / ANIE“ Na východní je svatý Jan.[4][11] Zvon je umístěn v kostele Nanebevzetí Panny Marie v Keblově.

- Druhý zvon z roku 1693 byl přelit ze zvonu z roku 1514. Byl vysoký 0,76 m a měl průměr 0,98 m. U koruny nesl nápis:„LETHA PANIE 1693 P: FARARZ DWOGYCZTIHODNY K: WACZSLAW WOGTIECH SSLECHTA Z PECZEK PODBLATNICH“ Na plášti byl reliéf Krista na kříži a na druhé straně Panna Marie. U obruby byl velkou latinkou dvouřádkový nápis:„TENTO ZWON PRWOTNIE LETHA PANIE 1514 NAKLADEM NEWISE CZIM SPVSOBENY NYNII BAK Z ROSTLVCZENEHO K CZTI A CHWALE NEGSWECSSY RODICZKY BOZY BOLESTNE PRZELYTY / S NAKLADEM CHVDEHO ZADVSSI S: IANA CHRAMV PANIE DOLNOKRALOWISKEHO TEHIZ CZASV PATRONA WIGSOCZE VROZENA PANI H: SCHLYKOWA Z POSAVNYAWEISKIRCHEN ROZENA H: KAVNICZ“

- Třetí malý zvon z roku 1888 byl ulitý zvonařem Josefem Diepoldem v Praze nesl nápis:„SPRAVTE CESTY PANĚ“ a na druhé straně „JOS: DIEPOLDT. ZVONAŘ V PRAZE 1888“[4]